# Cervignano d'Adda
Cervignano d'Adda es una localidad y comune italiana de la provincia de Lodi, región de Lombardía, con 1.560 habitantes.

## Evolución demográfica
| Gráfica de evolución demográfica de Cervignano d'Adda entre 1861 y 2001 |
|                                                                         |
| Fuente ISTAT - elaboración gráfica de Wikipedia                         |